# Karl Katz
Karl L. Katz (* 22. Oktober 1929 in New York City; † 8. November 2017 ebenda) war ein US-amerikanischer Kunsthistoriker, Museumsleiter und Filmproduzent.

## Leben
Katz wurde 1929 als Sohn des Verkäufers Maurice Katz und dessen Ehefrau Rose (geb. Leibovitz) geboren. Er schloss die Midwood High School in Brooklyn ab und begann dann ein Studium an der Long Island University, wechselte aber bald auf Anraten seines Bruders an die Columbia University. Dort schloss er ein Bachelorstudium in Kunstgeschichte und Semitistik ab sowie ein Masterstudium in Kunstgeschichte und Archäologie. Seine Dissertation über frühe hebräische Texte aus dem Jemen stellte er fertig, doch die Promotion blieb ihm versagt, weil er Voraussetzungen für die erforderlichen Sprachkenntnisse nicht erfüllte. Er weigerte sich, so kurz nach dem Holocaust Deutsch zu lernen.
Katz arbeitete 1953 als Kunstpädagoge während der Ausstellung „From the Land of the Bible“ am Metropolitan Museum. Anschließend ging er als Kurator an das National Bezalel Museum, ein Vorläufer des Israel-Museums. 1969 kam er nach New York zurück und wurde Direktor des Jewish Museum. 1971 ging er an das Metropolitan Museum als Leiter der Abteilung für spezielle Projekte. 1980 wurde er Leiter der von ihm gegründeten Abteilung für Film und Fernsehen. Er war außerdem einer der Planer und Gründer des Museums Beit Hatefutsot, das sich der Geschichte der jüdischen Diaspora widmet.
1992 gründete er „Muse“, ein Non-Profit-Unternehmen zur Erstellung von Dokumentationen im Bereich der Kunst.
In den frühen 1970er-Jahren begegnete Katz dem Fotografen Cornell Capa bei einer Ausstellungsplanung und überredete ihn, sein International Center of Photography in einem Museum aufgehen zu lassen. Es eröffnete 1974. Katz war viele Jahre stellvertretender Vorsitzender des Museumskuratoriums.
Katz war verheiratet. Das Paar hat einen Sohn.

## Veröffentlichungen (Auswahl)
- Yehiel Shemi. Bezalel National Museum, Jerusalem 1957
- Modern Israel painting. London 1958
- mit Penuel Kahane, Magen Broshi: Von Anbeginn: vier Jahrtausende Heiliges Land im modernsten Museum der Welt. Hoffmann und Campe, Hamburg 1968
- The exhibitionist: living museums, loving museums. Overlook Press, New York 2016

## Filmografie (Auswahl)
- 1983: La Belle Epoque (1890–1914)
- 1984: In a Brilliant Light: Van Gogh in Arles
- 1989: Merchants and Masterpieces
- 1990: Frederick Law Olmsted and the Public Park in America
- 1992: Art on Film, Program 1: Balance
- 1992: Art on Film, Program 2: Sense
- 1992: Art on Film, Program 3: Form
- 1992: Art on Film, Program 4: Voice
- 1992: Art on Film, Program 5: Subject & Expert
- 1993: Degenerate Art
- 1997: Tashilham
- 1998: Chuck Close: A Portrait in Progress
- 2003: Hans Hofmann: Artist/Teacher, Teacher/Artist
- 2006: Who Gets to Call It Art?
- 2007: The Rich Have Their Own Photographers
- 2007: Robert Indiana: American Dreamer
- 2008: Herb & Dorothy
- 2012: Ai Weiwei: Never Sorry